# Museo de la Mina Dos Estrellas
El Museo de la Mina Dos Estrellas, también conocido como Museo Tecnológico Minero del Siglo XX, se encuentra ubicado en Tlalpujahua de Rayón en el estado de Michoacán, México. Es una institución que promueve la historia y cultura minera de la región. El Museo surge el 31 de marzo de 1998 en las instalaciones originales de la antigua mina de oro Las Dos Estrellas. Esta mina fue una de las máximas productoras de oro y plata en el país durante el siglo XX. El museo representa la cultura e historia minera que ha simbolizado el patrimonio cultural e identitario del pueblo.

## Historia
Sus antecedentes históricos datan a los inicios del siglo XX donde la minera representó un símbolo de tecnología durante la época; llegó a ser la principal fuente de oro y plata del país. La mina fue explotada entre los años 1899 y 1935 por el ingeniero belga François Joseph Fournier.
De 1905 a 1910 se conocen como los años más productivos. En ese periodo se contaba con una planta laboral de cinco mil empleados que posibilitó una producción de 45 mil kilos de oro y plata. Posteriormente con el surgimiento de la Revolución mexicana, la producción minera decayó trayendo como resultado el cierre de casi todas las minas del país, sin embargo, la mina Dos Estrellas siguió produciendo.
Durante el periodo de producción de la Mina las Dos estrellas, resalta el poco beneficio de su actividad para el país; la mayor parte del oro fue llevado a Inglaterra, además de que la minera se caracterizó por ejercer una explotación de trabajo hacia los mineros quienes laboraban en condiciones de riesgo y se exponían a enfermedadades tales como la silicosis lo que hacía que su esperanza de vida fuera de 35 o 37 años; la mayoría de los mineros moría de pulmonía o de enfermedades respiratorias.

## Procedencia del nombre Las Dos Estrellas
Existen versiones diferentes sobre el origen del nombre Las dos estrellas; por un lado, aseguran que el nombre es en honor de la mujer de  F. J. Fournier, a quien consideraba una estrella, por otra parte, se menciona que para poder registrar la mina ante Hacienda, Fournier decidió hacer referencia a los dos metales extraídos: oro y plata.

## Tragedia del 27 de mayo de 1937
La madrugada del 27 de mayo de 1937 se suscitaron fuertes lluvias y vientos provocando que toneladas de residuos tóxicos; amontonados en un terreno de 18 hectáreas arriba de una barranca, arrasara con aproximadamente la tercera parte de Tlalpujahua que desapareció por completo. Esta tragedia se originó debido a la falta de precaución con el manejo de los residuos, que se fueron acumulando, sin poner un muro que los detuviera. Como consecuencia de esta tragedia, quedó en pie parte de la torre y  un altar del Antiguo Santuario de Nuestra Señora del Carmen como testigos de estos sucesos.

## Colecciones
El museo cuenta con un socavón de la mina, ocho antiguos talleres de mantenimiento, jardines anexos, bosques, así como un acervo de objetos, documentos, fotos y planos.